# Gymnoscopelus piabilis
Gymnoscopelus piabilis är en fiskart som först beskrevs av Whitley, 1931.  Gymnoscopelus piabilis ingår i släktet Gymnoscopelus och familjen prickfiskar. Inga underarter finns listade i Catalogue of Life.